# 1589 Фанатіка
1589 Фанатіка  (1589 Fanatica) — астероїд головного поясу, відкритий 13 вересня 1950 року.
Тіссеранів параметр щодо Юпітера — 3,504.